# Weep Not, Child
Weep Not, Child és la primera novel·la de l'autor de Kenya Ngũgĩ wa Thiong'o, publicada el 1964 baix el pesudònim James Ngugi. Va ser la primera novel·la en anglès per un africà de l'est. Les obres Thiong'o tracte sobre la relació entre els africans i els colons britànics a l'Àfrica i són molt crítics amb el govern colonial britànic. Específicament, Weep Not, Child tracta la rebel·lió del Mau-Mau, i "el desconcertant desnonament de tot un poble de la seua terra ancestral". Ngũgĩ va escriure la novel·la mentre era un estudiant a la Universitat Makerere.

## Temes i motius
Weep Not, Child integra la mitologia dels kikuyus i la ideologia del nacionalisme que serveix com un catalitzador durant gran part de l'acció de la novel·la. La novel·la explora els aspectes negatius del colonialisme i l'imperialisme. L'aspiració de Njoroge al atendre la universitat és frustrada per tant la violència dels rebels de Mau-Mau i la resposta violenta del govern colonial. Esta decepció porta a la seua alienació respecte la seua família i el porta a un intent de suïcidi.
La novel·la també reflexiona sobre el paper dels salvadors i la salvació. El autor destaca en The River Between: "La salvació ha de vindre de les muntanyes. De la sang que flueix en mi, dic del mateix arbre, un fill ha d'alçar-se. I el seu deure serà dirigir i salvar al poble". Jomo Kenyatta, el primer primer ministre de Kènia, és immortalitzat en l'obra. L'autor diu, "Jomo havia sigut l'esperança d'ell (Ngotho). Ngotho havia arribat a pensar que era Jomo qui treuria fora l'home blanc. Per a ell, Jomo va defendre les costums i les tradicions purificades per la gràcia de l'aprenentatge i haver viatjat molt". Njoroge arriba a veure Jomo com un messies qui guanyarà la lluita contra els poders colonials.